# Greg Gianforte
Greg Gianforte (hay Gregory Richard Gianforte, sinh ngày 17 tháng 4 năm 1961), người Mỹ gốc Ý, Anh, Scotland, là một doanh nhân, kỹ sư, tác giả, nhà thiện nguyện, chính trị gia Hoa Kỳ. Ông hiện là Thống đốc thứ 25 của tiểu bang Montana kể từ năm 2021. Ông nguyên là Hạ nghị sĩ Hạ viện Hoa Kỳ đại diện cho khu vực Quốc hội toàn bang của Montana từ năm 2017 đến năm 2021. Năm 2016, Greg Gianforte tranh cử Thống đốc Montana với tư cách là ứng cử viên Đảng Cộng hòa, thua cuộc trước Thống đốc thuộc Đảng Dân chủ đương nhiệm Steve Bullock. Sau đó, ông đã đánh bại đối thủ Đảng Dân chủ Rob Quist trong một cuộc bầu cử đặc biệt để kế nhiệm thế vị cho chiếc ghế Quốc hội đại diện toàn bang của Montana, rồi thắng thế trong chiến dịch tái tranh cử Hạ nghị sĩ đối đầu ứng cử viên Đảng Dân chủ Kathleen Williams. Vào năm 2020, ông không tái tranh cử vào Hạ viện, thay vào đó chuyển sang tranh cử chức vị Thống đốc Montana một lần nữa, đánh bại Phó Thống đốc đương nhiệm Mike Cooney, trở thành Đảng viên Cộng hòa đầu tiên giữ chức Thống đốc Montana sau 16 năm kể từ khi bà Judy Martz rời nhiệm sở năm 2005.
Greg Gianforte là Đảng viên Cộng hòa, học vị Thạc sĩ Khoa học, Tiến sĩ danh dự về công nghệ, chính trị gia bảo thủ. Ông và vợ của mình, Susan là đồng sáng lập RightNow Technologies, một công ty phần mềm quản lý quan hệ khách hàng, được niêm yết cổ phiếu vào năm 2004, được Tập đoàn Oracle mua lại với giá 1,5 tỷ USD năm 2011. Ông từng bị kết tội hành hung tại Tòa án địa hạt Montana vào tháng 6 năm 2017 xuất phát từ vụ tấn công trước cuộc bầu cử nhằm vào phóng viên chính trị Ben Jacobs của The Guardian. Ông đã bị phạt, bị kết án phục vụ cộng đồng và tham gia chương trình liệu pháp quản lý cơn giận dữ.

## Xuất thân và giáo dục
Greg Gianforte sinh ngày 17 tháng 4 năm 1961, tên khai sinh là Gregory Richard Gianforte tại thành phố San Diego, California, Hoa Kỳ. Ông là con trai cả của Frank Richard Gianforte (1937 – 2015; nguyên quán Newark, New Jersey), người có sự nghiệp kỹ sư hàng không vũ trụ và sau đó là chủ sở hữu liên hiệp bất động sản. Mẹ của ông, Dale Douglass (1937 – 2008; nguyên quán Pittstown, New Jersey), làm việc cho General Dynamics ở San Diego, và sau đó là giáo viên dạy toán của trường trung học. Greg Gianforte sinh ra trong gia đình có nguồn gốc từ Ý, Anh và Scotland. Ông có hai em trai là Douglass Gianforte và Michael Gianforte. Thời thơ ấu, sau ba tuổi, ông lớn lên ở Valley Forge và King of Prussia ngoại ô phía Đông Bắc Philadelphia, Pennsylvania, sinh sống nhiều nơi bao gồm ở cả Wayne, một cộng đồng thị trấn chưa hợp nhất, giàu có mở rộng đến các quận Montgomery, Chester và Delaware của Pennsylvania.
Trong những năm trung học của mình vào thập niên 1970, Greg Gianforte bắt đầu kinh doanh phần mềm. Ông theo học Trường Trung học Upper Merion Area ở King of Prussia, quận Montgomery, Pennsylvania, là lớp trưởng trong những năm lớp 11 và 12. Trong thời thanh niên, ông tham gia chơi thể thao, là đội trưởng đội bóng bầu dục trường học, chơi ở vị trí hậu vệ trái. Ông tốt nghiệp trung học năm 1979, theo học Viện Công nghệ Stevens, trường nghiên cứu công nghệ thuộc tư nhân ở thành phố Hoboken, New Jersey, trường cũ của bố mình, tốt nghiệp Kỹ sư năm 1983. Ông tiếp tục học và nhận bằng Thạc sĩ khoa học chuyên ngành Khoa học máy tính. Ông từng chỉ đạo một phòng máy tính với 12 lập trình viên, là thành viên của nhóm huynh đệ Delta Tau Delta, và thích chơi bóng quần ở đại học.

## Sự nghiệp kinh doanh

### Khởi nghiệp phần mềm

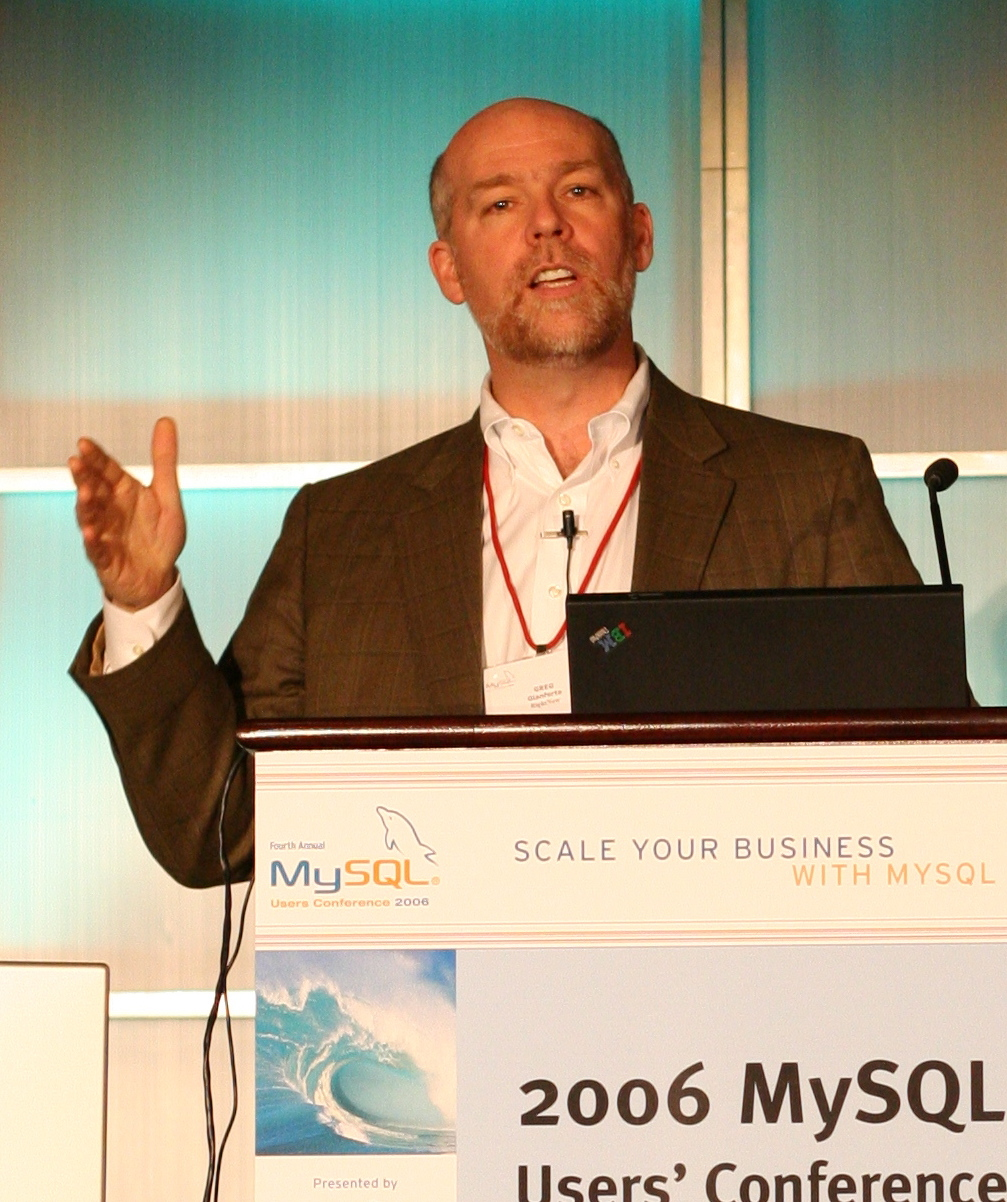
Greg Gianforte năm 2006.

Greg Gianforte bắt đầu sự nghiệp của mình vào năm 1983 tại Phòng thí nghiệm Bell, làm việc trong lĩnh vực thu mua sản phẩm. Ban đầu, ông thất vọng với hệ thống phân cấp công ty quan liêu tại Bell Labs nên đã chuyển sang đồng sáng lập Brightwork Development Inc., nhà phát triển phần mềm quản lý mạng cục bộ LAN dựa trên máy chủ cho ngành ngân hàng, có trụ sở tại Tinton Falls, New Jersey. Ông và các đối tác của mình đã bán công ty cho McAfee Associates với giá 10 triệu USD vào năm 1994. Sau đó ông bắt đầu làm việc cho McAfee với tư cách là người đứng đầu bộ phận bán hàng Bắc Mỹ. Năm 1995, ông chuyển đến Bozeman, Montana.
Greg Gianforte và vợ, Susan, một kỹ sư cơ khí, đồng sáng lập RightNow Technologies vào năm 1997. Một phần trong chiến lược của ông là tận dụng Internet như một phương tiện để vượt qua các rào cản địa lý để xây dựng một doanh nghiệp toàn cầu hóa. Vào thời điểm công ty được niêm yết vào năm 2004, công ty đã tuyển dụng hơn 1.000 nhân viên và Giám đốc điều hành ở cả Bozeman và trên toàn cầu, với các văn phòng ở Anh, châu Á và Úc. Công ty từng bao gồm một Giám đốc điều hành là Thượng nghị sĩ tương lai Steve Daines. Công ty được mua lại bởi Tập đoàn Oracle với giá 1,5 tỷ USD trong năm 2011. Vào thời điểm đó, 20% cổ phần của ông trong công ty trị giá khoảng 290 triệu USD. Đối với vấn đề mạng lưới điện tử, Right Now Technologies đã có hợp đồng với các cơ quan liên bang, bao gồm việc xử lý tất cả các truy vấn tìm kiếm trực tuyến cho các trang web của Cục Quản lý An sinh Xã hội và Medicare.
Bên cạnh sự nghiệp kinh doanh khởi nghiệp phần mềm, Greg Gianforte có những hoạt động về chính trị và xã hội có liên quan đến kinh doanh của mình. Năm 2005, cùng với một đồng tác giả ở Luân Đôn là Marcus Gibson, ông đã xuất bản cuốn sách kinh doanh: Khởi động công việc kinh doanh của bạn, bắt đầu và phát triển một công ty thành công mà hầu như không cần tiền. Ông đã cung cấp các bài giảng kinh doanh về tinh thần kinh doanh và xây dựng một doanh nghiệp toàn cầu. Vào năm 2012, ông đã kiện Đảng Dân chủ Montana vì tội phỉ báng, cáo buộc các quảng cáo chiến dịch của Hạ viện mà họ phát sóng chỉ trích ứng cử viên Hạ viện lúc đó là Steve Daines là bôi nhọ. Ông cáo buộc Đảng Dân chủ đã phát sóng các quảng cáo truyền hình tuyên bố rằng Right Now Technologies đã lấy vốn bằng các hợp đồng với chính phủ và sau đó chuyển các công việc ra nước ngoài.

### Đầu tư

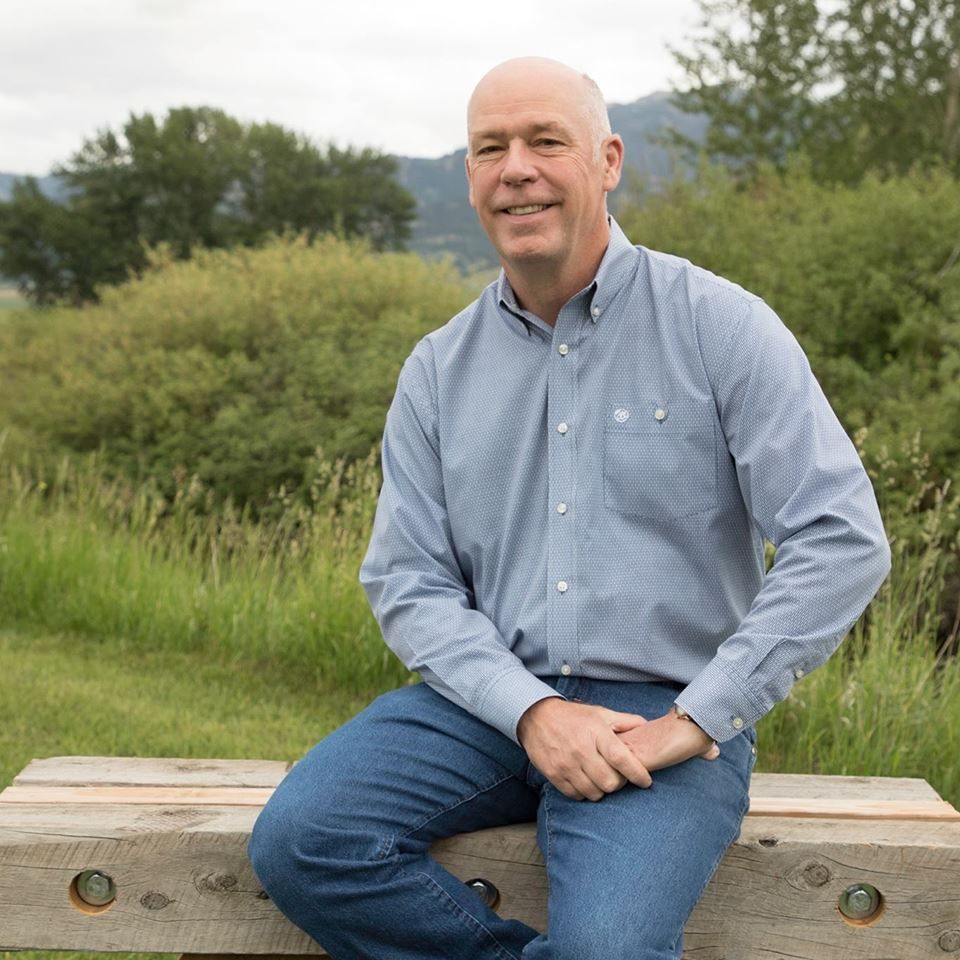
Greg Gianforte năm 2017.

Greg Gianforte đã có nhiều lợi ích kinh doanh và đầu tư. Vào tháng 11 năm 2013, ông được bổ nhiệm vào Hội đồng quản trị của FICO, tổ chức quản lý rủi ro tín dụng tiêu dùng cho các bên cho vay. Cùng tháng, ông mua lại 8.000 cổ phiếu của FICO, khi đó được định giá hơn 464.000 USD. Ông là đối tác trong MGRR No. 1, một công ty trách nhiệm hữu hạn đã nhận trợ cấp ngũ cốc từ năm 1995, là Chủ tịch Hội đồng sáng lập của Liên minh Doanh nghiệp Công nghệ cao Montana (Montana High Tech Business Alliance). Ông từ chức Chủ tịch Hội đồng quản trị vào tháng 6 năm 2017 khi tuyên thệ nhậm chức tại Quốc hội.
Trong các biểu mẫu tiết lộ tài chính được nộp vào năm 2017, Greg Gianforte báo cáo rằng ông sở hữu số cổ phiếu trị giá 150.000 USD trong VanEck Vectors Russia ETF và 92.400 USD trong IShares MSCF Russia ETF, tổng cộng chỉ dưới 250.000 USD trong hai quỹ giao dịch trao đổi tập trung vào các khoản đầu tư ở Nga. Các khoản đầu tư thu hút sự chú ý vì chúng bao gồm cổ phần của Gazprom và Rosneft, những công ty đang chịu các lệnh trừng phạt của Hoa Kỳ sau khi Nga xâm lược Krym; tuy nhiên, vì tỷ lệ sở hữu của mỗi người trong các công ty này rất nhỏ trong các quỹ chỉ số, nên họ được miễn các lệnh trừng phạt. Sau khi vấn đề được nêu ra trong chiến dịch tranh cử Quốc hội năm 2017 của Greg Gianforte, ông tuyên bố rằng cổ phần ở Nga của ông là một phần nhỏ trong tổng số các khoản đầu tư của ông và cam kết sẽ đặt tất cả tài sản của mình vào một quỹ tín thác nếu được bầu.
Thông qua một công ty đang nắm giữ, Greg Gianforte sở hữu một chiếc máy bay tư nhân 12 chỗ ngồi mà ông đã sử dụng như một tài sản chiến lược trên đường chạy chiến dịch. Ông đã cung cấp máy bay cho những người khác trong cuộc họp kín đồng đảng trong Quốc hội để đi ngược về phía Đông tới Washington để bỏ các lá phiếu quan trọng.

## Sự nghiệp chính trị

### Hạ viện Hoa Kỳ

#### Tranh cử

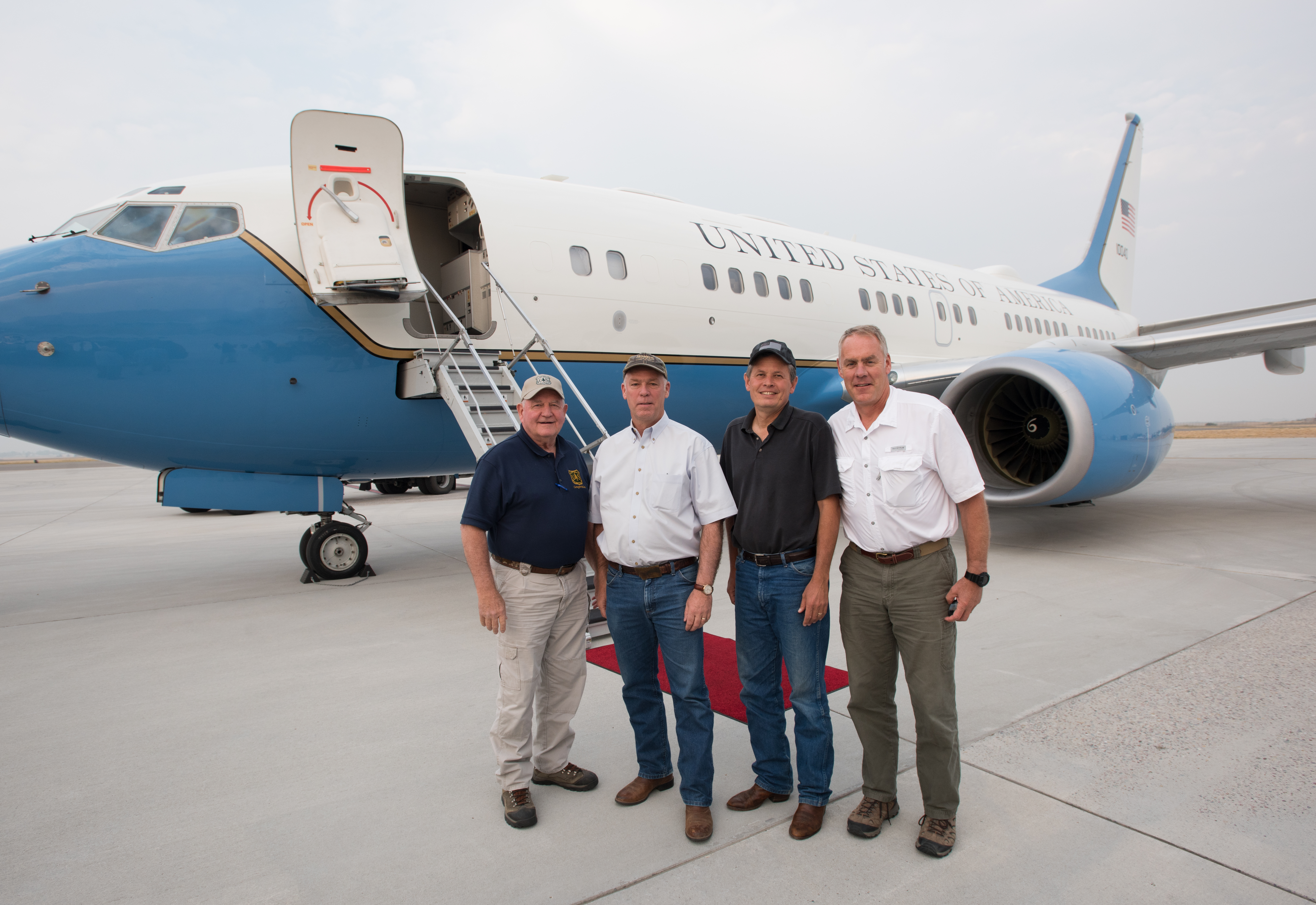
Từ trái sang: Bộ trưởng Nông nghiệp Sonny Perdue, Greg Gianforte, Thượng nghị sĩ Steve Daines và Bộ trưởng Nội vụ Ryan Zinke năm 2017.

Vào ngày 1 tháng 3 năm 2017, Hạ nghị sĩ thuộc Đảng Cộng hòa Ryan Zinke đại diện khu vực Quốc hội  toàn bang của Montana đã từ chức sau khi được Thượng viện Hoa Kỳ phê chuẩn làm Bộ trưởng Nội vụ Hoa Kỳ. Một cuộc bầu cử đặc biệt đã được lên kế hoạch để lấp đầy phần còn lại của nhiệm kỳ của Ryan Zinke. Greg Gianforte đã thông báo ý định tranh cử ghế Quốc hội vào ngày 25 tháng 1, trước khi Ryan Zinke được phê chuẩn và từ chức sau đó. Tại đại hội ngày 6 tháng 3 năm 2017, Đảng Cộng hòa đã chọn ông làm ứng cử viên của Đảng. Đối thủ của ông là ứng viên Dân chủ, cựu thành viên Hội đồng Nghệ thuật Montana, Rob Quist. Chiến dịch tranh cử của ông bắt đầu nhận đóng góp từ các đảng chính trị và PAC. Bên cạnh đó, ông ủng hộ Donald Trump trong cuộc tổng tuyển cử năm 2016. Chiến dịch của Greg Gianforte được hỗ trợ bởi Phó Tổng thống Mike Pence và Donald Trump Jr., cả hai đều ủng hộ ông trong tiểu bang. Greg Gianforte bám sát các câu chuyện chính trị của Donald Trump, đề cao vị thế người ngoài cuộc của ông với tư cách là ứng cử viên chính trị lần đầu tiên, giới thiệu kinh nghiệm của ông với tư cách là một doanh nhân công nghệ và chỉ trích các chính sách dẫn đến các thành phố cho người nhập cư bất hợp pháp trú ẩn và "tầng lớp ưu tú cấp tiến".

#### Về chính sách Cộng hòa
Greg Gianforte ủng hộ việc bãi bỏ Đạo luật Chăm sóc Giá cả phải chăng (Obamacare), từ chối cho biết liệu ông có ủng hộ Đạo luật Chăm sóc Sức khỏe Hoa Kỳ, đạo luật của Đảng Cộng hòa ở Hạ viện bãi bỏ và thay thế Đạo luật Chăm sóc Giá cả phải chăng hay không. Vào ngày 4 tháng 5 năm 2017, ông đã tổ chức một cuộc gọi hội nghị riêng với các nhà vận động hành lang nghiêng về Đảng Cộng hòa ở Washington D.C., nơi ông đưa ra quan điểm ủng hộ hơn đối với Đạo luật Chăm sóc Sức khỏe Hoa Kỳ.

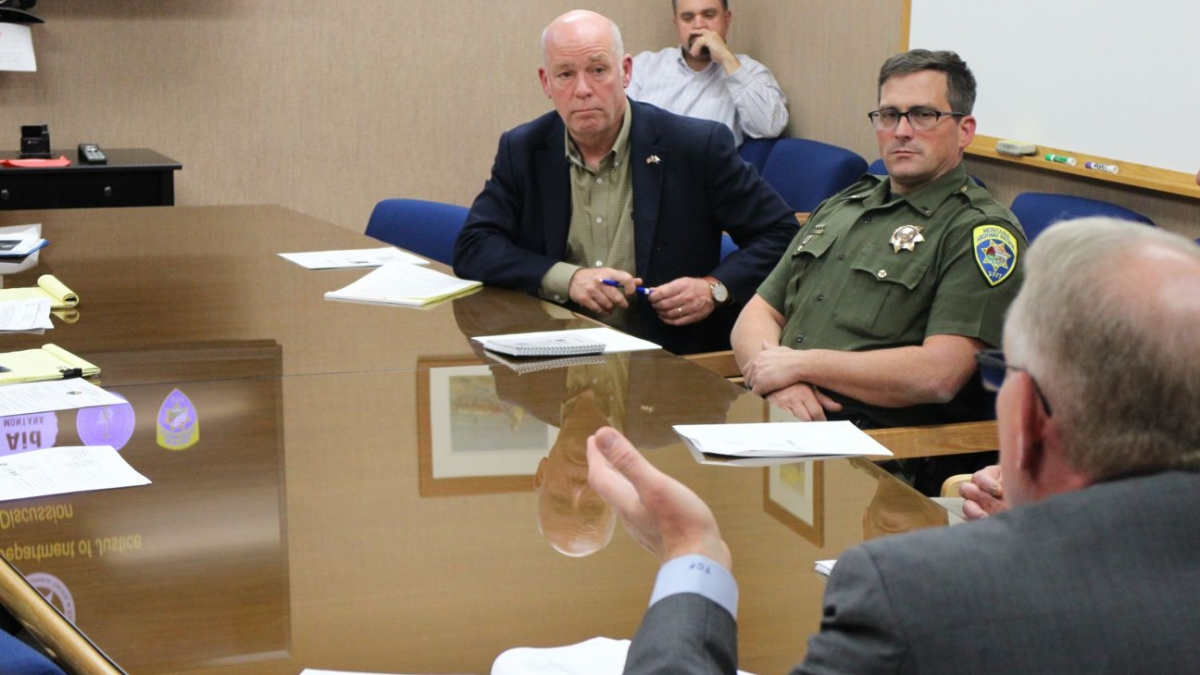
Greg Gianforte năm 2018.

Greg Gianforte phản đối việc hợp pháp hóa cần sa để sử dụng giải trí, so sánh cần sa với các loại thuốc gây nghiện. Ông ủng hộ việc cho phép sử dụng cần sa y tế cho những người bị đau mãn tính, dưới sự chăm sóc của bác sĩ. Ông phản đối việc phá thai trừ trường hợp tính mạng người phụ nữ gặp nguy hiểm. Ông ủng hộ việc loại bỏ tài trợ liên bang khỏi Planned Parenthood. Ông tuyên bố rằng ông ủng hộ việc Chính phủ Liên bang thực thi không phân biệt đối xử đối với người lao động, phản đối việc tăng lương tối thiểu, ủng hộ Sắc lệnh hành pháp 13769, cấm nhập cư từ bảy quốc gia đa số theo đạo Hồi. Ông phản đối việc tái định cư những người tị nạn ở Montana, phản đối các chính sách của các thành phố trú ẩn, đổ lỗi cho Chính quyền Obama về tình hình với Nga và ủng hộ một chiến lược đa phương để chống lại sự tác động của Nga. Ông ủng hộ quyết định sa thải Giám đốc FBI James Comey của Tổng thống Donald Trump.
Greg Gianforte phản đối nỗ lực chuyển giao các vùng đất của liên bang cho các bang, kêu gọi thay đổi Đạo luật về các loài nguy cấp. Ông ủng hộ việc sửa đổi Đạo luật Tiếp cận Công lý bình đẳng của Liên bang để giảm bớt các vụ kiện tụng về môi trường, nói rằng đạo luật này đã bị lạm dụng bởi những kẻ cực đoan về môi trường. Ông thừa nhận biến đổi khí hậu do con người gây ra nhưng không có ý tưởng cụ thể về cách giải quyết biến đổi khí hậu. Ông ủng hộ việc Tổng thống Donald Trump bãi bỏ Kế hoạch Điện sạch do Chính quyền Obama đưa ra, kêu gọi đầu tư vào công nghệ than sạch, chỉ trích khoảng thời gian mà Bộ Nội vụ dành để đánh giá các ứng dụng khoan và tạo cốt thép cho khí đá phiến.

#### Vụ việc xung đột phóng viên
Vào ngày 24 tháng 5 năm 2017, một ngày trước cuộc bầu cử đặc biệt của Hạ viện, Ben Jacobs, một phóng viên chính trị của tờ The Guardian đang đưa tin về cuộc bầu cử, đã báo cáo với Văn phòng Cảnh sát trưởng quận Gallatin, Montana rằng Greg Gianforte đã hành hung ông tại văn phòng chiến dịch Bozeman của Greg Gianforte sau khi Ben Jacobs hỏi ông một câu hỏi liên quan đến chính sách chăm sóc sức khỏe. Ben Jacobs nói rằng Greg Gianforte đã đẩy ông xuống sàn và làm vỡ kính của ông, khiến phóng viên đã phải nhập viện sau vụ tấn công.

Bức hình cảnh sát của Greg Gianforte trong vụ việc năm 2017.

Ngay sau khi vụ việc xảy ra, Greg Gianforte đã đưa ra những tuyên bố gây hiểu lầm cho một trung sĩ của Văn phòng Cảnh sát trưởng quận Gallatin, người được cử đến văn phòng chiến dịch của Greg Gianforte để điều tra về khiếu nại hành hung của Ben Jacobs. Ông nói với trung sĩ rằng các phương tiện truyền thông cấp tiến đang cố gắng bịa chuyện. Trong vài giờ sau vụ tấn công, chiến dịch Greg Gianforte đã đưa ra một thông cáo báo chí đổ lỗi sai cho phóng viên, cho rằng trong sự kiện này, Ben Jacobs nắm cổ tay Greg Gianforte và khiến cả hai ngã xuống đất. Tuy nhiên, một bản ghi âm về vụ việc dường như đã hỗ trợ cho tuyên bố của Ben Jacobs, và các phóng viên khác có mặt tại hiện trường đã chứng thực phiên bản sự kiện của Ben Jacobs. Một nhân chứng của vụ tấn công, phóng viên Fox News Alicia Acuna, đã làm chứng rằng Greg Gianforte đã túm cổ Ben Jacobs bằng cả hai tay và đập anh ta xuống đất. Một nhà báo khác là nhân chứng của vụ tấn công, Alexis Levinson, đã tuyên bố rằng bà nghe thấy một vụ va chạm lớn và nhìn thấy chân của Ben Jacobs bị lật lên không khi phóng viên này ngã xuống sàn.
Sau đó, Greg Gianforte bị Văn phòng Cảnh sát trưởng quận Gallatin buộc hầu tòa vì tội hành hung nhẹ. Vào ngày 25 tháng 8 năm 2017, ông đã bị đưa vào tù một thời gian ngắn, bị đánh dấu vân tay và bị chụp ảnh nhận dạng sau khi nhóm pháp lý của ông thua kiện để tránh quy trình đó. Vào ngày 10 tháng 10 năm 2017, bức ảnh chụp ở nhà tù của Greg Gianforte đã được công bố công khai theo lệnh của Tòa án quận Gallatin. Chủ tịch Hạ viện Paul Ryan và các thành viên khác của Quốc hội kêu gọi Greg Gianforte xin lỗi vì hành động sai lầm của mình. Ngày 25 tháng 5, Greg Gianforte đã gửi lời xin lỗi tới Ben Jacobs và nhóm Fox News vì hành vi tấn công của mình, tiếp tục gửi lời xin lỗi bằng văn bản tới Ben Jacobs và tặng 50.000 USD cho Ủy ban Bảo vệ các nhà báo trong tháng sau đó. Đổi lại, Ben Jacobs đồng ý không theo đuổi khiếu kiện dân sự chống lại Greg Gianforte.

## Thống đốc Montana

### Tranh cử

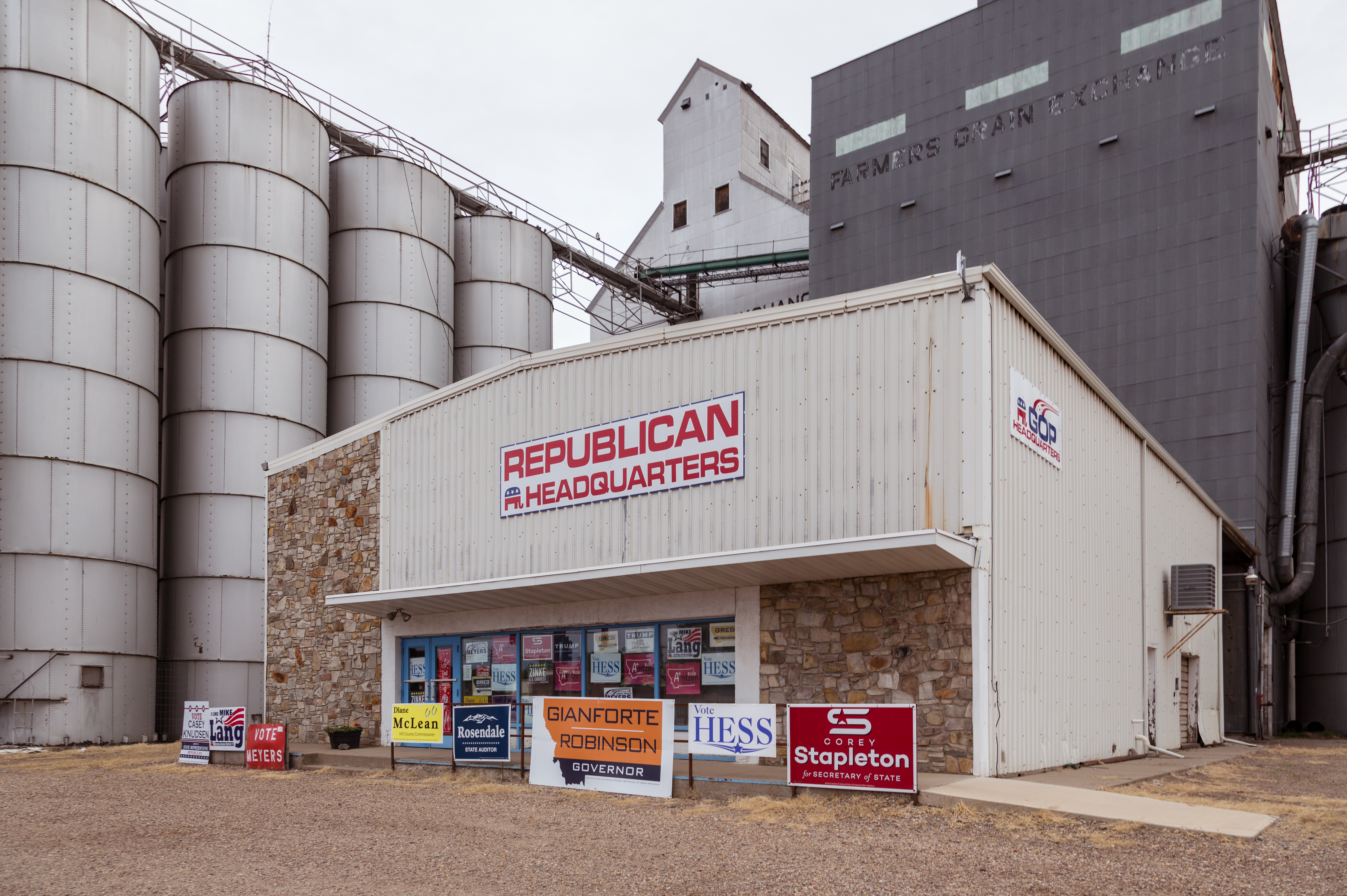
Áp phích chiến dịch tranh cử Thống đốc Montana năm 2020.

Vào ngày 20 tháng 1 năm 2016, Greg Gianforte tuyên bố ứng cử cho đề cử Thống đốc Montana của Đảng Cộng hòa trong cuộc bầu cử năm 2016. Trong một bài phát biểu về chiến dịch tranh cử năm đó, ông nói rằng ông đã tham gia vào các cuộc thảo luận với Facebook về việc đưa một trung tâm cuộc gọi mới đến Montana, nhưng Facebook đã từ chối vì thuế thiết bị kinh doanh của bang. Một phát ngôn viên Facebook phủ nhận cuộc thảo luận này và cho rằng thuế không phải là lý do Facebook không mở trung tâm gọi tại tiểu bang. Trong chiến dịch tranh cử của mình, ông nhấn mạnh các chính sách phe Cộng hòa như phản đối hôn nhân đồng giới, phản đối việc phá thai. Tại cuộc bầu cử 2016, Steve Bullock, Thống đốc đương nhiệm của Đảng Dân chủ đã đánh bại Greg Gianforte trong cuộc tổng tuyển cử tháng 11 với tỷ lệ 50–46%.
Tới năm 2020, ông tiếp tục tranh cử lại, cạnh tranh với Bộ trưởng Tư pháp Tim Fox và Thượng nghị sĩ tiểu bang Al Olszewski cho sự đề cử của Đảng Cộng hòa Montana. Ông đã vượt qua các đồng minh trong nội bộ Cộng hòa, giành chiến thắng trước đối thủ Mike Cooney của phe Dân chủ trong tổng tuyển cử với tỷ lệ 54,43–41,56%.

### Nhiệm kỳ
Gianforte tuyên thệ nhậm chức Thống đốc Montana vào ngày 4 tháng 1 năm 2021. Vào ngày 12 tháng 2 năm 2021, Greg Gianforte dỡ bỏ lệnh bắt buộc đeo khẩu trang trên toàn tiểu bang. Trước đó, ông đã ký một dự luật đưa ra các biện pháp bảo vệ trách nhiệm đối với các doanh nghiệp và nhà cung cấp dịch vụ chăm sóc sức khỏe. Vào ngày 18 tháng 2 năm 2021, ông đã ký dự luật cho phép mang súng mà không cần đăng ký.

## Lịch sử tranh cử
Tính đến năm 2021, Greg Gianforte đã tham gia bốn kỳ bầu cử ở Montana, gồm hai kỳ bầu cử Hạ nghị sĩ đại diện toàn bang, hai kỳ Tổng tuyển cử Thống đốc Montana. Ông đã giành chiến thắng ba trong bốn kỳ bầu cử, để thua trong kỳ bầu cử Thống đốc 2016.

## Thiện nguyện

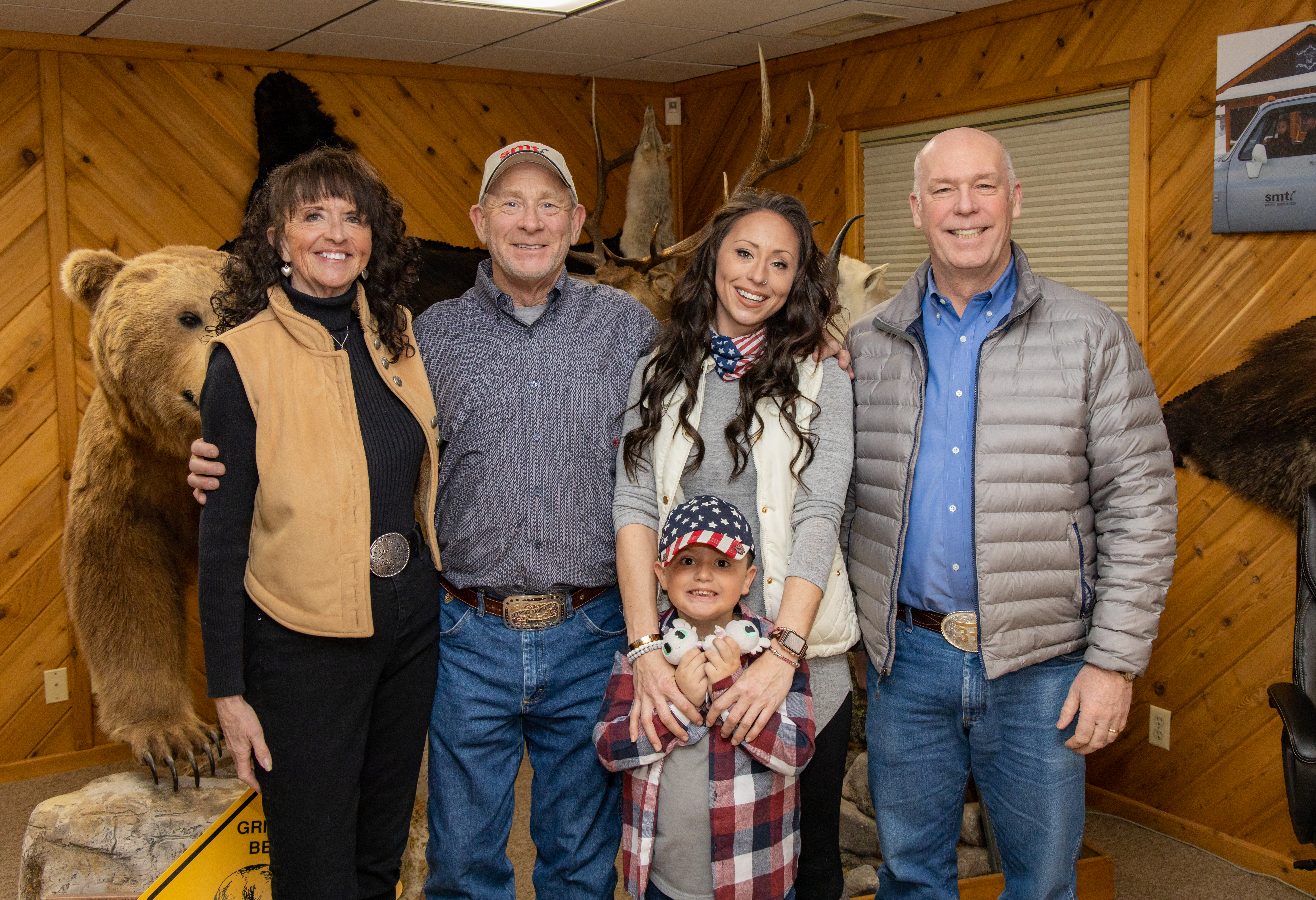
Greg Gianforte và gia đình Charles Robinson năm 2020.

Greg Gianforte hoạt động thiện nguyện bên cạnh sự nghiệp của mình. Năm 2004, ông và vợ thành lập Quỹ Gia đình Gianforte, tổ chức này đã thúc đẩy niềm tin về thuyết sáng tạo của ông trong công chúng, và đã đóng góp hàng chục triệu USD từ thiện. Quỹ mô tả sứ mệnh chính của mình là hỗ trợ các tổ chức dựa trên đức tin tham gia vào công việc tiếp cận cộng đồng, củng cố gia đình và giúp đỡ những người nghèo khổ; các tổ chức ở Montana hoạt động để cải thiện giáo dục, hỗ trợ tinh thần kinh doanh và tạo việc làm. Ông cùng vợ và con trai Richard Gianforte là ba người được ủy thác của quỹ. Quỹ có tài sản trị giá 113 triệu USD vào năm 2013. Thông qua tổ chức phi lợi nhuận của mình, Gianforte Family Charity Trust, Greg Gianforte đã đóng góp nguồn tài chính đáng kể cho một số tổ chức bảo thủ. Một số đã dẫn đầu các nỗ lực pháp lý để dỡ bỏ các quy định tài chính chiến dịch liên bang. Ông đã quyên góp cho Hội đồng Nghiên cứu Gia đình và tổ chức Focus on the Family, ủng hộ việc sửa đổi Hiến pháp cấm hôn nhân đồng giới, cũng như Quỹ Gia đình Montana, là cơ quan chính của tiểu bang chống lại các chính sách LGBT.
Bên cạnh đó, ông phục vụ trong ban lãnh đạo của Quỹ Friedman Foundation for Educational Choice, một tổ chức cải cách giáo dục được thành lập bởi nhà kinh tế Milton Friedman. Ông tin vào thuyết sáng tạo Trái đất trẻ. Ông đã quyên góp ít nhất 290.000 USD cho Bảo tàng Hóa thạch và Khủng long Glendive ở Montana, nơi dạy cho du khách rằng thuyết tiến hóa là sai, rằng Trái đất khoảng 6.000–6.400 năm tuổi, con người và khủng long cùng tồn tại trong cùng thời kỳ của lịch sử. Bảo tàng tuyên bố khủng long đã ở trên tàu của Nô-ê, và chúng có khả năng đã tuyệt chủng cách đây 4.300 năm trong trận lụt lớn được mô tả trong Sách Sáng thế. Gianforte Family Foundation cũng đã tặng một bản sao bộ xương khủng long bạo chúa cho bảo tàng.

## Đời tư
Những năm 80, khi làm việc tại Bell Labs ở New Jersey, Greg Gianforte gặp Susan, con gái thế hệ thứ nhất của người nhập cư từ Đức, sinh ra và lớn lên ở Queens, thành phố New York. Hai người yêu nhau và kết hôn năm 1988. Greg Gianforte và vợ cư trú tại Bozeman, Montana, kể từ khi chuyển đến từ New Jersey vào năm 1995. Họ có bốn người con. Gianforte theo Hội Thánh Tin Lành Trưởng lão. Ông và vợ tham dự Nhà thờ Kinh thánh Grace, một nhà thờ phi giáo phái độc tôn ở Bozeman. Greg Gianforte nhận bằng Tiến sĩ danh dự từ Viện Công nghệ Stevens và có bài phát biểu khai giảng vào năm 2012. Năm 2007, ông được trao bằng Tiến sĩ danh dự từ Trường Kỹ thuật của Đại học Bang Montana.

## Tác phẩm
- Gianforte, Greg; và Gibson, Marcus (2005). Bootstrapping your business: start and grow a successful company with almost no money. Adams Media.
- Gianforte, Greg (2008). Eight to great: eight steps to delivering an exceptional customer experience. Book Surge.
- Gianforte, Greg (2012). Attack of the customers: why critics assault brands online and how to avoid becoming a victim. Tự xuất bản.

## Giải thưởng
- Năm 2003, Giải thưởng Danh dự Stevens của Viện Công nghệ Stevens;
- Năm 2003, ông được Ernst & Young vinh danh là Doanh nhân Tây Bắc Thái Bình Dương của năm;[138]
- Năm 2007, ông được giới thiệu vào Đại sảnh Danh vọng CRM;[139]